# 皆川玲奈
皆川 玲奈（みながわ れいな、1991年6月30日 - ）は、TBSテレビのアナウンサー。

## 来歴
青山学院高等部、青山学院大学総合文化政策学部卒業。中学は学習院女子中等科に1年余り在学しており、そこでは同い年の眞子内親王と学友で、何回か一緒に弁当を食べたことがあったという。
小学生だった2003年に第9回全日本国民的美少女コンテスト審査員特別賞受賞。受賞をきっかけに「星川玲奈」としてオスカープロモーションに所属。2005年にはミスセブンティーンに選出されるなど、高校卒業までタレントとして実績を残す。その後、大学在学中の一時期には本名の「皆川玲奈」としてキューブに移籍し、テレビドラマに出演するなど女優として活動していた。これらの経験が、後にテレビ局の仕事に興味を持ったきっかけにもなる。
大学在学中には芸能活動とは別に体育会自動車部に入り、レースに出場したこともあって国内A級ライセンスも所持している。
2014年4月、TBSテレビに入社し研修期間に入る。この間、7月19日から8月31日まで行われた『夏サカス2014デリシャカス〜番組グルメでおもてなし〜』では、同期入社の宇垣美里(現在：フリー)や品田亮太（現在は報道局社会部記者）とともに「デリシャカス食べ歩き隊」としてイベントのPRを行った。
2016年3月には、先輩アナウンサーの小林悠がTBSテレビを退社したことに伴い、小林から複数の番組（『NEWS23』『ドライバーズ・リクエスト』など）の担当を継承。『NEWS23』ではサブキャスターを3年間、『ドライバーズ・リクエスト』ではパーソナリティを5年半にわたって務めた。2021年10月からは、『ひるおび』の一部曜日でアシスタントを担当中。
2024年5月3日、『ひるおび』にて妊娠を発表し産休に入ることを報告、同年5月4日、スポーツ紙にて1年前に結婚したことを発表した。その後、同年10月3日に同番組で産休からの復帰を果たした。
2025年1月には、同僚アナウンサーの小倉弘子と宇内梨沙のTBSテレビ退職（小倉は前年12月末で退職、宇内はこの年の3月に退職予定）を受け、両者の担当番組の一部を引き継いで担当。同月以降も『ひるおび』などのレギュラー番組への出演を継続している。

## 現在の出演番組

### テレビ
- Style2030 賢者が映す未来
- ひるおび（アシスタント、水曜～金曜担当）
  - 2022年12月までは木曜日のみあったが、2023年1月以降は水・金曜日にもレギュラーで出演。他曜日のアシスタント（先輩アナウンサーの江藤愛など）が休演する場合にも、アシスタントを随時代行している。
- Bizスクエア（キャスター、2025年1月11日 - ）
  - 2025年3月でTBSテレビを退職する宇内梨沙（1年後輩のアナウンサー）の後任。毎月最終土曜日の『Bizスクエアで学ぶ 投資のキホン』（BS-TBS公式YouTubeチャンネルでのライブ配信企画）の進行も兼務。

### CS
- TBS NEWS（火曜）

### ラジオ
- 週刊自動車批評 小沢コージのCARグルメ（2017年4月3日 - ） - パーソナリティ[注 1][10]
- 竹中直人〜月夜の蟹〜（2025年1月5日 - ） - アシスタント
  - 2024年12月末でTBSテレビを退職した小倉弘子（当時の先輩アナウンサー）の後任。

### その他
- 気になるニュースを深掘り～TBSアナウンサーの取材log～
- GAME × GAME powered by TBS【ガメガメ。】（2021年1月2日 - 、不定期でゲスト・メインで登場）
  - 元々は2020年に当時アナウンサーとライブエンタテインメント局（現：新規IP開発部）のeスポーツ研究所所員を兼務していた宇内が『ゲーム実況はじめました〜女子アナゲーマー宇内e』として開設したもので、『宇内梨沙/うなポンGAMES』への改名を経て現在のチャンネル名となっている。皆川は『宇内e』時代より自動車を用いたレースゲームの動画を中心にゲスト出演していたほか、『ガメガメ。』ではメイン進行も経験している。

## 過去の出演番組など

### テレビ

#### レギュラー番組
- はやチャン!（2014年10月 - 2015年3月） - 木・金担当[6]
- あさチャン!（2014年10月 - 2015年3月） - 木・金担当
- TBSニュースバード（2014年10月 - 2016年3月） - 水曜→金曜の午前
- ビビット（2016年10月 - 2017年3月） - 火曜ナレーション
- はやドキ!（2015年3月30日 - 2016年3月22日、2019年4月1日 - 2021年9月29日 、水・木）
- 報道特集（キャスター）（2021年3月6日 - 2022年3月26日）[11][注 2]
- ラヴィット!（2021年10月 - 2022年3月、水曜JNNニュース担当） - 山形純菜と隔週交代で担当
- news23
  - 月 - 金曜日のサブキャスター（『NEWS23』時代の2016年3月28日 - 2019年5月31日）
  - 水・木曜日のニュースナレーター（2022年4月6日 - 2023年3月30日）
- Nスタ
  - 月・金曜日のナレーター（2022年4月4日 - 2023年3月24日）
  - 月・水曜日のナレーター（2023年3月27日 - 2025年3月26日）

#### 単発番組ほか
- 水トク!「志村けんのゲーム王国 しむランド」（2015年5月6日） - アシスタント
- 第1回!小学生リアル脱出ゲーム選手権（2015年9月5日） - 決勝戦進行
- はじめまして、自分。（2015年9月29日） - アシスタント
- 報道の日
  - 2015〜ニッポン・ゼロからの70年（2015年12月30日） - アシスタント
  - 2016 世界を揺るがすテロ〜激動のアメリカと日本（2016年12月30日） - アシスタント
- CDTVスペシャル!年越しプレミアライブ2015→2016（2015年12月31日） - アシスタント
- オールスター感謝祭
  - '16春（2016年4月9日） - 「赤坂5丁目ミニマラソン」リポーター兼スターター
  - '17春（2017年4月8日） - 「赤坂5丁目ミニ駅伝」および「世界陸上開催記念 赤坂5丁目ミニマラソン」リポーター
  - '18秋（2018年10月6日） - 「赤坂5丁目ミニマラソン」リポーター兼スターター
- SASUKE2016（2016年7月3日） - 2nd・3rdステージリポーター
- JNN報道特別番組
  - 「陛下お気持ち表明 生前退位のご意向は…」（2016年8月8日） - キャスター
  - 「新天皇が即位〜きょう元号「令和」スタート」（2019年5月1日） - 中継リポーター
- 好きか嫌いか言う時間（2015年10月1日、2016年3月22日、6月30日、8月15日、9月5日） - アシスタント
- JNNニュース（2016年12月26日夜枠[注 3]、同12月29日昼枠[注 4]） - キャスター
- 爆笑!明石家さんまのご長寿グランプリ2016（2016年12月29日） - 「箸休め ご長寿共感川柳」進行
- 2017別府大分毎日マラソン[注 5]（2017年2月5日） - スタート地点リポーター
- KUNOICHI2017夏（2017年7月2日） - リポーター
- 〜令和初日お笑い祭〜ドリーム東西ネタ合戦（2019年5月1日） - アシスタント
- ぴったんこカン・カンスペシャル（2020年4月3日） - 伊沢拓司 vs 現役東大生クイズ対決の問題出題者
- 音ボケPOPS（BS-TBS、2014年10月5日 - 10月19日） - 不定期アシスタント
- 最愛 第4話・第6話・第7話（2021年11月5・19・26日）
- 日本沈没-希望のひと- 第4話・第7話・第9話（2021年11月7・28日、12月12日）
- 絶景!日本列島初日の出LIVE2022（2022年1月1日）
  - 『NEWS23』のサブキャスター時代にコンビを組んでいた駒田健吾（先輩アナウンサー）と共同で司会を担当
- オオカミ少年「有言実行 できるって言うたやん」（2022年1月18日）
  - 青山学院大学自動車部への在籍中にカーレースで活躍したことや、ドリフトなどの運転テクニックを身に付けていたことを背景に、「激ムズ車庫入れ」というロケ企画へ「有言実行人」（チャレンジャー）の1人として出演。
- 第11回最強スポーツ男子頂上決戦（2022年3月22日）
  - 『オオカミ少年』（2021年4月以降のレギュラー版）アシスタントで、自身と同じく2021年10月から『ひるおび』のアシスタント陣に加わった後に2022年12月まで金曜日を担当していた日比麻音子（後輩アナウンサー）と共に、「パワーウォール」（第5ステージの競技）でリポーターを担当。
- マイファミリー 第4話（2022年5月1日）
- Bizスクエア（2023年8月26日） - 宇内の夏季休暇取得に伴う代演
  - 8月21 - 23日（月 - 水曜日）に、世界陸上ブダペストの総合司会を務める江藤がハンガリー・ブダペストに滞在中のため『ひるおび』のアシスタントを代演していたことから、本来担当している木・金曜日の『ひるおび』のアシスタントも含めて6日連続でTBSの生放送番組に出演していた。

### ラジオ
- Saturday Night Laugh→マイナビ Saturday Night Laugh→マイナビ Laughter Night（2015年4月5日未明〈4日深夜〉 - 2017年4月2日未明〈1日深夜〉） - 司会 ※2015年10月に改題
- 安住紳一郎の日曜天国（2015年5月17日 - 2016年3月20日） - 「さばいてにち10」担当 ※不定期出演
- 赤江珠緒 たまむすび（2015年8月5日、2016年9月21日、2017年9月6日） - パーソナリティ・赤江珠緒、笹川友里の夏季休暇時の代理
- ドライバーズ・リクエスト（2016年3月14日 - 2021年9月24日） - 宮崎瑠依と共に最終パーソナリティを担当
- 週刊自動車批評（2016年10月3日 - 2017年3月25日） - パーソナリティ
- 土曜朝イチエンタ。堀尾正明+PLUS!（2016年12月31日） - アシスタント・長峰由紀年末休暇時の代理
- 今夜放送! 佐藤浩市&内野聖陽&東出昌大 LEADERS II 直前ナビ[注 6]（2017年3月26日） - アシスタント
- 南谷真鈴・20歳の挑戦〜Living with Adventure〜（2017年8月13日） - 進行[12]
- 荒川強啓 デイ・キャッチ! - アシスタント・片桐千晶夏休み時の代理
- ラジコフェス2020〜私のミュージックプレゼント〜（2020年3月20日） - アシスタント
- 朗読のミカタ（2022年10月10 - 14日）
  - 前述した通り、青山学院大学時代に自動車部に所属していたこともあり皆川自身が車好きや運転好きであることから、道路交通法に示された内容を抜粋・アレンジして朗読した。なお、番組自体は前述の『ドライバーズ・リクエスト』放送終了後、『GIFT〜未来への贈り物〜』の後番組として2022年9月26日からJRN全国ネットで放送。JRN全国ネット枠としては1週間限定ではあるものの、事実上1年ぶりの復帰となった。
- アフター6ジャンクション2（2023年10月30日） - 23時台「CULTURE ONE-SHOT」コーナーゲスト
  - 同年10月28日から11月5日まで開催されているJAPAN MOBILITY SHOWで注目されている自動車を紹介するためゲスト出演。奇しくも、皆川は『アフター6ジャンクション』からの改題・放送時間移動後最初にコーナーゲストで出演したTBSテレビのアナウンサーとなった。また、当日は宇垣がパートナーを担当する（第4週ではない）月曜日で、宇垣のTBSテレビ退社後初めての共演を果たした。

### 雑誌
- driver（2017年9月号、八重洲出版） ‐ 特集「真夏の恋愛MT～マニュアルトランスミッション」特別インタビュー（聞き手は島下泰久）

## 連載
- 朝日新聞社・telling,―あなただけに言うね― 「皆川玲奈の人生S字クランク」- 2021年2月4日 - 12月16日[13]

## TBSテレビ入社前の活動

### 出演

#### 雑誌
- Seventeen（2005年 - 2008年、集英社） - 専属モデル

#### 映画
- 東京小説 乙姫学園祭 人魚姫と王子（2007年）[14]

#### テレビドラマ
- 土曜ワイド劇場「キソウの女III帆村純〜刑事部機動捜査隊」（2006年10月21日、朝日放送制作・テレビ朝日系） - 半田幸子 役[15]
- 生徒諸君!（2007年4月 - 6月、テレビ朝日系） - 吉沢由佳 役[15]
- GM〜踊れドクター 第7話（2010年8月29日、TBS系） - 多恵 役[注 7]
- 新・警視庁捜査一課9係 seasons3 第7話（2011年8月17日、テレビ朝日系） - 女子大生・瑞穂 役[注 7]
- ストロベリーナイト 第5話（2012年2月7日、フジテレビ系） - 嶋田彩香 役[注 7]

#### その他のテレビ番組
- ストリートファイターズ（2006年 - 2007年、テレビ朝日系） - Hジェネレーション・ナビゲーター
- KID'S NEWS（2007年4月 - 2008年3月、朝日ニュースター・北陸朝日放送共同制作）

#### CM
- アメリカンファミリー生命保険会社【アフラック】「浦島太郎篇」（2005年） - 魚の侍女 役
- ベネッセコーポレーション「ポケットチャレンジV2」（2006年3月）

#### ミュージックビデオ
- 許斐剛「テニプリっていいな」（2009年）[注 7]